# Cryptolestes halevyae
Cryptolestes halevyae is een keversoort uit de familie dwergschorskevers (Laemophloeidae). De wetenschappelijke naam van de soort werd in 1993 gepubliceerd door Oldfield Thomas.